# Harold Albert Wilson
Harold Albert Wilson (1 desembre 1874, York, Anglaterra - 13 octubre 1964, Houston, Texas, EUA), fou un físic anglès, nacionalitzat estatunidenc.

## Vida
Wilson era fill d'un gerent de districte de la companyia de ferrocarrils North Eastern Railway, i d'Anne Gill, filla d'un granger local i hostaler. La seva germana, Lilian, que es casà amb Owen Willans Richardson, físic i premi Nobel. Wilson assistí a una escola de nois privada i, quan tenia uns dotze anys, ingressà a l'escola St. Olave fins als dinou anys, els dos últims com a assistent del mestre de matemàtiques. El pare de Wilson era un home apassionat per la ciència, que havia estudiat matemàtiques i filosofia, i fou qui motivà al seu fill per aprendre ciència.
El 1893 ingressà al Victoria University College de Leeds, on estudià matemàtiques, física, química i biologia. Allà començà, amb el professor Arthur Smithells, la investigació sobre la conductivitat elèctrica de les flames que continuà, amb més o menys intensitat, durant més de trenta anys. Després de graduar-se en física i en química, el setembre de 1897 anà a la Universitat de Cambridge per investigar al Laboratori Cavendish amb Joseph John Thomson.
El 1904 Wilson passà al King's College de Londres, i l'any següent fou nomenat professor i cap del departament de física. El 1906 fou elegit membre de la Royal Society. Tres anys més tard acceptà una càtedra a la Universitat de McGill del Canadà; i el 1912, quan l'Institut Rice (ara Universitat de Rice) s'establí a Houston, Texas, Wilson es convertí en un dels seus onze primers professors. En el mateix any es casà amb Marjorie Patterson Smyth, un ex medallista d'or en física en McGill. Romangué a la Universitat de Rice la resta de la seva carrera acadèmica, excepte el 1924 per a la càtedra de filosofia natural a la Universitat de Glasgow, Escòcia. El 1931 es nacionalitzà estatunidenc. El 1947 fou nomenat professor emèrit però continuà ensenyant a temps parcial fins al 1964. Morí sis setmanes abans de complir els noranta anys. Tingué dos fills i dues filles.

## Obra
Quan Wilson arribà a Cambridge, J. J. Thomson i Ernest Rutherford acabaven de publicar un article fonamental sobre la conducció dels ions gasosos produïts pels raigs X, i el concepte d'electró anava prenent forma concreta. Charles Thomson Rees Wilson (sense relació amb Harold) havia inventat la cambra de boira o cambra de Wilson, amb la qual era possible observar les trajectòries individuals de partícules carregades; Paul Langevin estudià les propietats dels ions produïts en hivernacle pels raigs X, i compartir el seu laboratori amb E. Rutherford i H. A. Wilson. Els anys al Laboratori Cavendish es troben entre els més productius en la carrera científica de Wilson. Investigà la mobilitat dels ions en flames, la descàrrega elèctrica en gasos enrarits, mesurà l'efecte Hall en els gasos, i realitzà un intent per determinar la càrrega elèctrica de l'electró mitjançant l'ús de la cambra de boira. En aquest experiment observà la caiguda de gotes de condensació dintre d'un camp elèctric vertical i en la seva absència, i pogué determinar un valor aproximat de la càrrega elèctrica de l'electró, però un 35% menor que l'acceptada actualment. Aquesta tècnica fou millorada pel físic estatunidenc Robert Millikan utilitzant gotetes d'oli en lloc de gotes d'aigua, i obtingué un valor molt proper a l'acceptat actualment.
Els interessos professionals de Wilson foren molt variats. Anaren des de problemes pràctics com ara el craqueig del petroli i la percepció del so (durant la Primera Guerra Mundial dissenyà un receptor de so sota l'aigua, més tard desenvolupat per la General Electric per al seu ús en la guerra antisubmarina) a la teoria de la relativitat i de l'estructura del nucli atòmic. És més conegut per les seves investigacions sobre la conductivitat de les flames, però després de 1932 la física nuclear es convertí en el seu principal objectiu. Durant la Segona Guerra Mundial, Wilson realitzà investigació per al Projecte Manhattan.
Wilson formà part de la darrera generació de físics clàssics que presenciaren el triomf de la moderna visió quàntica relativista del món. Encara que en el 1928 creia que els àtoms podien ser vists com l'absorció de la llum com oscil·ladors esmorteïts simples; i el 1910 tractà d'explicar els resultats de l'experiment de Michelson-Morley, sense recórrer a la relativitat; i el 1921 encara es referia a l'èter en la discussió d'electromagnetisme; acceptà finalment les teories de la relativitat i la mecànica quàntica.